# Dattening
Dattening is een plaats in de regio Wheatbelt in West-Australië.

## Geschiedenis
Ten tijde van de Europese kolonisatie vormde de streek de grens tussen de leefgebieden van de Balardong en Wiilman Nyungah.
In de jaren 1890 sloeg Norris Taylor een waterput in de streek waarna de streek als 'Taylors Well' bekend kwam te staan.
In 1906 vroeg een plaatselijk comité kavels aan de overheid om er ondernemingen te kunnen vestigen. Een jaar later werd grondgebied opgedeeld en weer een jaar later, in 1908, werd Dattening officieel gesticht. Omdat de naam 'Taylors Well' reeds in Zuid-Australië in gebruik was, werd het dorp Dattening genoemd. Dattening was de Aboriginesnaam voor een bron in de omgeving van de waterput.
In 1925 en 1929 probeerde de plaatselijke bevolking de dorpsnaam toch in 'Taylors Well' te veranderen maar slaagde niet in haar opzet.

## 21e eeuw
Dattening maakt deel uit van het lokale bestuursgebied (LGA) Shire of Pingelly, een landbouwdistrict.

## Toerisme
Het natuurreservaat 'Dattening Nature Reserve' omvat de oorspronkelijke 'Taylors Well'.

## Transport
Dattening ligt op het kruispunt van de North Wandering Road en de York-Williams Road die de Great Southern Highway en de Brookton Highway verbinden, 178 kilometer ten zuidoosten van de West-Australische hoofdstad Perth, 28 kilometer ten noordoosten van Wandering en 20 kilometer van Pingelly, de hoofdplaats van het lokale bestuursgebied waarvan het deel uitmaakt.